# 페들리미드 막 달
페들리미드 막 달(아일랜드어: Feidhlimidh Mac Daill)은 아일랜드 신화 중 얼스터 대계의 등장인물이다. 데르드러의 아버지이며, 콘코바르 막 네사 왕의 궁정 음유시인이었다. 데르드러가 태어났다는 소식이 전해지자 왕의 드루이드 카흐바드가 태어난 아이의 천궁도를 살펴보고 그 비극적 운명을 예언한다.